# Список картин Тіціана

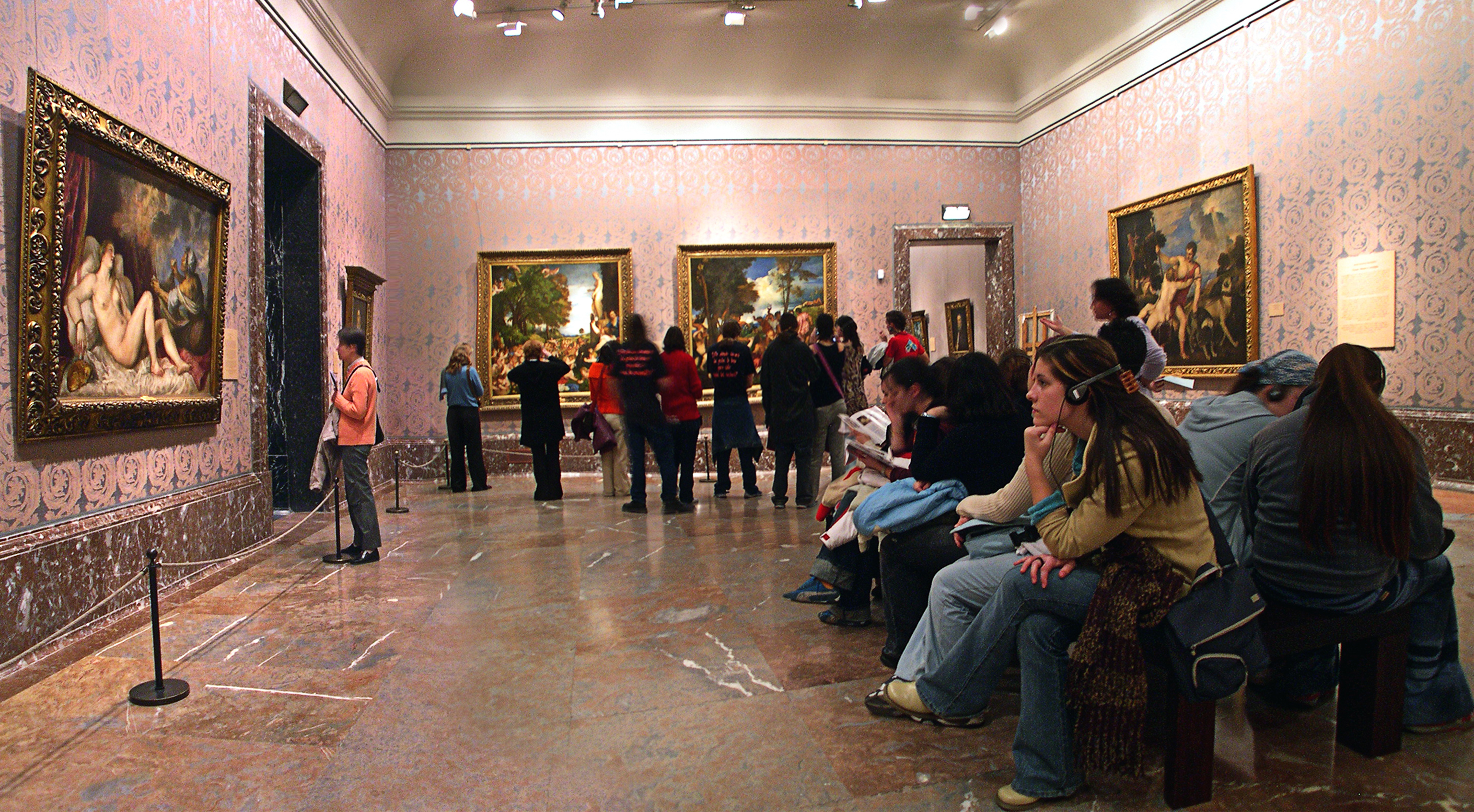
Картини Тіціана, виставлені в Музеї Прадо (зліва направо:
Данає та Золотий дощ, ', ', і Венера та Адоніс)

Нижче наведено неповний список робіт Тіціана, який включає репрезентативні портрети, міфологічні та релігійні твори творчості митця, яка тривала 70 років.

## Список картин за роками
| Картина | Назва | Дата              | Розміри          | Колекція                                                                |
| ------- | --- | ----------------- | ---------------- | ----------------------------------------------------------------------- |
|         | Христос, що несе хрест | 1505              | 68,2 × 88,3 см   | Скуола Гранді ді Сан-Рокко (Венеція). Також приписується Джорджоне.     |
|         | Мадонна з дитиною («Мадонна Баче») | близько 1508      | 45 × 55 см       | Музей мистецтва Метрополітен (Нью-Йорк)                                 |
|         | Портрет чоловіка (Людина зі стьобаним рукавом)                                                                                               | близько 1508–1510 | 81,2 × 66,3 см   | Національна галерея (Лондон)                                            |
|         | Слов'янка | близько 1509–1510 | 117 × 97 см      | Національна галерея (Лондон)                                            |
|         | Заміський концерт | близько 1510      | 118 × 138 см     | Лувр, Париж                                                             |
|         | Портрет чоловіка в червоній шапці | близько 1510      | 82 × 71 см       | Колекція Фріка, Нью-Йорк                                                |
|         | Престол Святого Марка | 1510/11           | 218 × 149 см     | Санта-Марія-делла-Салуте (Венеція)                                      |
|         | Чудо ревнивого чоловіка | 1511              | 340 × 207 см     | Школа Сант'Антоніо, Падуя                                               |
|         | Чудо запальний сина | 1511              | 340 × 207 см     | Школа Сант'Антоніо, Падуя                                               |
|         | Чудо новонародженого немовляти | 1511              | 340 × 355 см     | Школа Сант'Антоніо, Падуя                                               |
|         | Не чіпайте мене | близько 1511–1515 | 109 × 91 см      | Національна галерея (Лондон)                                            |
|         | Жінка в дзеркалі | близько 1511–1515 | 96 × 76 см       | Лувр (Париж)                                                            |
|         | Три пори людського життя | близько 1512      | 106 × 182 см     | Національна галерея Шотландії (Единбург)                                |
|         | Мадонна з дитиною («Циганська мадонна») | близько 1512      | 65,8 × 83,8 см   | Музей історії мистецтв (Відень)                                         |
|         | Священна розмова Бальбі (Мадонна з немовлям і з Св. Катариною, Св. Домініком і Св. Донором)                                                  | близько 1512-1514 | 130 × 185 см     | Фонд Маньяні-Рокка, Траверсетоло                                        |
|         | Портрет Якопо Санназаро | близько 1514–1518 | 85,7 × 72,7 см   | Королівська колекція, Велика Британія                                   |
|         | Флора | близько 1515      | 79 × 63 см       | Галерея Уффіці (Флоренція)                                              |
|         | Портрет чоловіка | близько 1515      | 50 × 45 см       | Музей мистецтва Метрополітен (Нью-Йорк)                                 |
|         | Саломея | близько 1515      | 90 × 72 см       | Галерея Доріа-Памфілі (Рим)                                             |
|         | Мадонна з вишнею | близько 1515      | 81 × 99,5 см     | Музей історії мистецтв (Відень)                                         |
|         | Марнославство | близько 1515      | 97 × 81 см       | Стара пінакотека (Мюнхен)                                               |
|         | Віоланте | близько 1515–1516 | 64,5 × 51 см     | Музей історії мистецтв (Відень)                                         |
|         | Лукреція та її чоловік (або Тарквініо та Лукреція, та можливо Якопо Пальма)                                                                  | близько 1515–1520 | 82 × 68 см       | Музей історії мистецтв (Відень)                                         |
|         | Невідомий чоловік у чорному капелюсі із плюмом                                                                                               | близько 1515–1520 | 70,5 × 63 см     | Петуорт-хаус, Національний траст (Петуорт)                              |
|         | Любов небесна і Любов земна | близько 1515–1516 | 118 × 279 см     | Галерея Боргезе (Рим)                                                   |
|         | Динарій кесаря | близько 1516      | 75 × 56 см       | Галерея старих майстрів, Дрезден                                        |
|         | Внебовзяття Діви Марії | близько 1516–1518 | 690 × 360 см     | Санта-Марія-Глоріоза-дей-Фрарі (Венеція)                                |
|         | Св. Георгій, Св. Доротея і мадонна з немовлям                                                                                                | близько 1516      | 86 × 130 см      | Національний музей Прадо (Мадрид)                                       |
|         | Андрієва вакханалія | близько 1518–1519 | 175 × 193 см     | Національний музей Прадо (Мадрид)                                       |
|         | Поклоніння Венері | 1518–1520         | 172 × 175 см     | Національний музей Прадо (Мадрид)                                       |
|         | Благовіщення Мальчіостро | близько 1520      | 210 × 176 см     | Кафедральний собор святого Петра, Тревізо                               |
|         | Портрет Вінченцо Мості | близько 1520      | 85 × 67 см       | Галерея Пітті, Флоренція                                                |
|         | Вівтар Гоцці | 1520              | 312 × 215 см     | Галерея громадянського мистецтва Франческо Подесті, Анкона              |
|         | Поліптих Аверольді | близько 1520–1522 | 278 × 292 см     | Церква Санті-Назаро-е-Сельсо (Брешія)                                   |
|         | Венера Анадіомена | близько 1520      | 73,6 × 58,4 см   | Національна галерея Шотландії (Единбург)                                |
|         | Центральна панель Вівтаря Воскресіння (Поліптих Аверольді)                                                                                   | близько 1520–1522 | 278 × 122 см     | Санті-Назаро-е-Сельсо (Брешія)                                          |
|         | Вакх та Аріадна | близько 1522–1523 | 175 × 190 см     | Національна галерея (Лондон)                                            |
|         | Юнак з рукавичками | близько 1520–1523 | 100 × 89 см      | Лувр (Париж)                                                            |
|         | Поховання Христа | близько 1523–1525 | 148 × 225 см     | Лувр (Париж)                                                            |
|         | Вівтар Пезаро | близько 1519–1526 | 478 × 268 см     | Санта-Марія-Глоріоза-дей-Фрарі (Венеція)                                |
|         | Портрет Федеріко II Гонзаги | близько 1525–1528 | 125 × 99 см      | Національний музей Прадо (Мадрид)                                       |
|         | Мадонна з кроликом | 1530              | 71 × 85 см       | Лувр (Париж)                                                            |
|         | Портрет Джакомо Долфіна | близько 1531–1532 | 101 × 88 см      | Музей мистецтв округу Лос-Анджелес (Лос-Анджелес)                       |
|         | Мадонна з дитиною між святими Іоанном та Катериною (Мадонна Альдобрандіні)                                                                   | близько 1532      | 100,6 × 142,2 см | Національна галерея (Лондон)                                            |
|         | Імператор Карл V з собакою | близько 1532–1533 | 192 × 111 см     | Національний музей Прадо (Мадрид)                                       |
|         | Покаяна Магдалина | близько 1531–1533 | 85 × 68 см       | Палаццо Пітті (Флоренція)                                               |
|         | Введення Богородиці в храмі | близько 1534–1538 | 345 x 775 см     | Галерея Академії (Венеція)                                              |
|         | Портрет Ізабелли д'Есте | близько 1534–1536 | 102 × 64 см      | Музей історії мистецтв (Відень)                                         |
|         | Портрет дівчини в хутрі | близько 1535      | 95 × 63 см       | Музей історії мистецтв (Відень)                                         |
|         | Вечеря в Емаусі | близько 1535–1540 | 169 × 244 см     | Лувр (Париж)                                                            |
|         | Красуня | 1536              | 100 × 75 см      | Палаццо Пітті (Флоренція)                                               |
|         | Портрет молодої жінки з пір'яним капелюхом                                                                                                   | близько 1536      | 97 × 75 см       | Ермітаж (Санкт-Петербург)                                               |
|         | Портрет Франческо Марія I делла Ровере, герцога Урбіно                                                                                       | близько 1536–1538 | 114,3 × 100 см   | Галерея Уффіці (Флоренція)                                              |
|         | Портрет П'єтро Аретіно | близько 1537      | 102 × 86 см      | Колекція Фріка, Нью-Йорк                                                |
|         | Портрет Елеонори Гонзага | 1538              | 114 × 102,2 см   | Галерея Уффіці (Флоренція)                                              |
|         | Венера Урбінська | 1538              | 119 × 165 см     | Галерея Уффіці (Флоренція)                                              |
|         | Портрет Кардинала П'єтро Бембо | 1540              | 94,3 × 76,5 см   | Національна галерея мистецтва (Вашингтон)                               |
|         | Портрет Дожа Андреа Грітті | 1540              | 133,3 × 103,2 см | Національна галерея мистецтва (Вашингтон)                               |
|         | Портрет Папи Сікста IV | близько 1540      | 109,5 × 87 см    | Галерея Уффіці                                                          |
|         | Виступ Альфонсо д'Авалоса | близько 1540–1541 | 223 × 165 см     | Національний музей Прадо (Мадрид)                                       |
|         | Портрет Клариси Строцці | 1542              | 115 × 98 см      | Берлінська картинна галерея, Берлін                                     |
|         | Увінчування терновим вінком | близько 1542–1544 | 303 × 180 см     | Лувр (Париж)                                                            |
|         | Іпполіто Рімінальді | близько 1540–1545 | 111 × 93 см      | Палаццо Пітті (Флоренція)                                               |
|         | Портрет Рануччіо Фарнезе | 1542              | 89,7 × 73,6 см   | Національна галерея мистецтва (Вашингтон)                               |
|         | Портрет Папи Павла III | 1543              | 108 × 80 см      | Музей Каподімонте (Неаполь)                                             |
|         | Ось чоловік | 1543              | 242 × 361 см     | Музей історії мистецтв (Відень)                                         |
|         | Каїн, що вбиває Авеля | 1543–44           | 292,1 × 280,0 см | Санта-Марія-делла-Салуте (Венеція)                                      |
|         | Давид та Голіаф | 1543–44           | 292,1 × 281,9 см | Санта-Марія-делла-Салуте (Венеція)                                      |
|         | Портрет П'єтро Аретіно | близько 1545      | 98 × 78 см       | Палаццо Пітті (Флоренція)                                               |
|         | Папа Павло III та його онуки | 1546              | 210 × 174 см     | Музей Каподімонте (Неаполь)                                             |
|         | Данає (одна з принаймні чотирьох версій) | 1546              | 120 × 172 см     | Музей Каподімонте (Неаполь)                                             |
|         | Портрет сім'ї Вендраміна | 1547              | 206 × 301 см     | Національна галерея (Лондон)                                            |
|         | Кінний портрет Карла V | 1548              | 332 × 279 см     | Національний музей Прадо (Мадрид)                                       |
|         | Портрет Карла V у кріслі | 1548              | 205 × 122 см     | Стара пінакотека (Мюнхен)                                               |
|         | Портрет Ізабелли Португальської | 1548              | 117 × 93 см      | Національний музей Прадо (Мадрид)                                       |
|         | Венера і музикант | 1548              | 148 × 217 см     | Національний музей Прадо (Мадрид)                                       |
|         | Йоганн Фрідріх I, курфюрст Саксонії в обладунках                                                                                             | 1548              | 129 × 93 см      | Національний музей Прадо (Мадрид)                                       |
|         | Покарання Тітія | 1549              | 253 × 217 см     | Національний музей Прадо (Мадрид)                                       |
|         | Сізіф | 1549              | 237 × 216 см     | Національний музей Прадо (Мадрид)                                       |
|         | Святий Іоанн Милостивий | близько 1549      | 229 × 156 см     | Сан-Джованні Елємосінаріо (Венеція)                                     |
|         | Адам та Єва у земному раю | близько 1550      | 240 × 186 см     | Національний музей Прадо (Мадрид)                                       |
|         | Скорботна матір | 1550              | 68 × 61 см       | Національний музей Прадо (Мадрид)                                       |
|         | Портрет Йоганна Фрідріха I, курфюрста Саксонії                                                                                               | 1550              | 103,5 × 83 см    | Музей історії мистецтв (Відень)                                         |
|         | Портрет леді та її доньки | близько 1550      | 88 × 80,7 см     | Будинок Рубенса (Антверпен)                                             |
|         | Венера з органістом | близько 1550      | 115 × 280 см     | Берлінська картинна галерея, Берлін                                     |
|         | Мальтійський лицар з годинником | близько 1550      | 122 × 101 см     | Національний музей Прадо (Мадрид)                                       |
|         | Святий Ієронім у покаяні | 1550–1560         | 255 × 125 см     | Пінакотека Брера (Мілан)                                                |
|         | Філіп II | 1551              | 193 × 111 см     | Національний музей Прадо (Мадрид)                                       |
|         | Портрет кардинала Крістофоро Мадруццо | 1552              | 230 x 131 см     |                                                                         |
|         | Свята Трійця (Слава) | 1551–1554         | 346 × 240 см     | Національний музей Прадо (Мадрид)                                       |
|         | Венера та Адоніс — багато різних версій, у різних виконаннях Тіціана. Нижче наведені версії, що експонуються у Нью-Йорку та Римі.            | 1553–1554         | 186 × 207 см     | Національний музей Прадо (Мадрид)                                       |
|         | Скорботна Богоматір з розпростертими руками                                                                                                  | 1554              | 68 × 53 см       | Національний музей Прадо (Мадрид)                                       |
|         | Данає та Золотий дощ | 1554              | 128 × 178 см     | Національний музей Прадо (Мадрид)                                       |
|         | Персей та Андромеда | близько 1554–1556 | 175 × 189,5 см   | Зібрання Воллеса (Лондон)                                               |
|         | Портрет Філіпа II | близько 1554      |                  | Музей Каподімонте (Неаполь)                                             |
|         | Портрет Крістіни Данської | близько 1555–1556 | 112 × 83 см      | Національний музей Сербії (Белград)                                     |
|         | Венера з дзеркалом | близько 1555      | 124,5 × 105,5 см | Національна галерея мистецтва (Вашингтон)                               |
|         | Венера та Адоніс — багато різних версій, у різних виконаннях Тіціана. Згори наведена версія, що експонуються у музеї Прадо, а ниже — у Римі. | близько 1555      | 106 × 133 см     | Музей мистецтва Метрополітен (Нью-Йорк)                                 |
|         | Філіппо Арчінто, архієпископ Мілана | близько 1555      | 118 × 94 см      | Музей мистецтва Метрополітен (Нью-Йорк)                                 |
|         | Венера і лютняр | близько 1555–1565 | 150 × 196 см     | Музей Фіцвільяма (Кембридж)                                             |
|         | Діана та Актеон | 1556–1559         | 190,3 × 207 см   | Національна галерея (Лондон)/ Національна галерея Шотландії (Единбург)  |
|         | Розп’яття | 1558              | 371 × 197 см     | Церква Сан-Доменіко, Анкона                                             |
|         | Мучеництво святого Лаврентія | 1559              | 500 × 280 см     | Церква Джезуїті (Венеція)                                               |
|         | Діана та Каллісто | 1559              | 187 × 205 см     | Національна галерея (Лондон) / Національна галерея Шотландії (Единбург) |
|         | Поховання | 1559              | 137 × 175 см     | Національний музей Прадо (Мадрид)                                       |
|         | Викрадення Європи | 1559–1562         | 185 × 205 см     | Музей Ізабелли Стюарт Гарднер (Бостон)                                  |
|         | Благовіщення | 1559–1564         | 410 × 240 см     | Сан-Сальвадор (Венеція)                                                 |
|         | Смерть Актеона | близько 1559–1575 | 178,4 × 198,1 см | Національна галерея (Лондон)                                            |
|         | Саломея | близько 1560      | 87 × 80 см       | Національний музей Прадо (Мадрид)                                       |
|         | Венера та Адоніс — багато різних версій, у різних виконаннях Тіціана. Інші версії зберігаються у музеї Прадо та у Нью-Йорку.                 | близько 1560      | 187 × 184 см     | Національна галерея старовинного мистецтва (Рим)                        |
|         | Мадонна з немовлям зі святими Лукою та Катериною Олександрійською                                                                            | близько 1560      | 127,8 × 169,7 см | (Придбано приватним учасником торгів 28 січня 2011 року)                |
|         | Автопортрет | близько 1560–1562 | 96 × 72 см       | Берлінська картинна галерея, Берлін                                     |
|         | Сплата податків | близько 1560–1568 | 112,2 x 103,2 см | Національна галерея (Лондон)                                            |
|         | Каяття Марії Магдалини | близько 1565      | 118 × 97 см      | Ермітаж (Санкт-Петербург)                                               |
|         | [[\|Saint DominicСвятий Домінік | близько 1565      | 97 × 80 см       | Галерея Боргезе, Рим                                                    |
|         | Алегорія розсудливості | близько 1565–1570 | 76,2 × 68,6 см   | Національна галерея (Лондон)                                            |
|         | Венера і лютняр | близько 1565-1570 | 165 × 209 см     | Музей мистецтва Метрополітен (Нью-Йорк)                                 |
|         | Поховання | 1566              | 130 × 168 см     | Національний музей Прадо (Мадрид)                                       |
|         | Автопортрет | близько 1567      | 86 × 65 см       | Національний музей Прадо (Мадрид)                                       |
|         | Портрет Якопо Стради | близько 1567–1568 | 125 × 95 см      | Музей історії мистецтв (Відень)                                         |
|         | Тарквін та Лукреція | 1571              | 189 × 145 см     | Музей Фіцвільяма (Кембридж)                                             |
|         | Здирання шкіри з Марсія | близько 1570-1576 | 212 × 207 см     | Національний музей, Кромержиж, Чехія                                    |
|         | Німфа і вівчарка | близько 1570–1576 | 149,7 × 187 см   | Музей історії мистецтв (Відень)                                         |
|         | П'єта | близько 1570–1576 | 351 × 389 см     | Академія (Венеція)                                                      |
|         | Увінчування терновим вінком | близько 1570–1576 | 280 × 181 см     | Стара пінакотека (Мюнхен)                                               |